# Straszków (osada w gminie Kłodawa)
Straszków – osada w Polsce położona w województwie wielkopolskim, w powiecie kolskim, w gminie Kłodawa. W tej samej gminie leży także wieś o nazwie Straszków.
W latach 1975–1998 miejscowość administracyjnie należała do województwa konińskiego.